# Резервный банк Индии
Резервный банк Индии (англ. Reserve Bank of India, хинди भारतीय रिज़र्व बैंक) — центральный банк Индии.

## История
Резервный банк Индии был основан в 1934 году Законом о Резервном банке Индии (англ. Reserve Bank of India Act, 1934). Банк начал свою деятельность 1 апреля 1935 года. Первоначально штаб-квартира банка располагалась в Калькутте, но в 1937 году она переехала в Мумбаи. Банк создавался как акционерное общество и в таком виде просуществовал до 1949 года, когда был национализирован Правительством Индии.

## Функции
Резервный банк Индии консультирует Правительство Индии по финансовым проблемам и является банкиром Правительства Индии, правительств штатов, коммерческих банков и некоторых других финансовых институтов. Банк управляет государственным долгом страны и правительств штатов. Он хранит валютные резервы страны и осуществляет контроль за репатриацией экспортной выручки и платежами за импорт. Резервный банк Индии предоставляет краткосрочные кредиты правительствам штатов и зарегистрированным банкам, а также кратко- и среднесрочные кредиты кооперативным банкам штатов и финансово-промышленным институтам.
Банк обладает широкими полномочиями по непосредственному регулированию банковской системы Индии, что предусмотрено Законом о регулировании деятельности банков 1949 года, и косвенному регулированию путём изменения своей учётной ставки, норм обязательных резервов, выборочного контроля за кредитами и по проведению операций на открытом рынке. За исключением рефинансирования кредитов на закупку продовольствия и экспортных кредитов, политика рефинансирования коммерческих банков осуществляется по усмотрению Резервного банка Индии.